# Schloßbühl Burg (Deggenhausertal)
Der Schloßbühl ist eine abgegangene Spornburg südwestlich des Weilers Burg. Der gut erhaltene Burgstall liegt auf dem Gemeindegebiet von Deggenhausertal im Bodenseekreis in Baden-Württemberg.

## Beschreibung
Der Burgstall Schloßbühl liegt bei 606 m ü. NN auf einem nach West-Südwest gerichteten Sporn und ist nach Norden, Westen und Süden durch steile Hänge geschützt.

### Vorwall
Der Burgstall wird gegen das anschließende nordöstliche Plateau durch einen Hang und einen Halsgraben gesichert. Im tiefsten Bereich des Halsgrabens verläuft ein Waldweg, daran anschließend wird die Fläche einer Vorburg durch einen (von der Höhe des Weges aus gerechnet) etwa 22 Meter hohen Vorwall geschützt. Der Vorwall erinnert an Schildmauern jüngerer Burgen und schützt Hauptangriffsseite der Anlage. Die Krone des Vorwalls ist heute noch acht bis neun Meter breit. Da der Wall am nördlichen Ende durch Rutschungen beschädigt ist, liegt sein Querschnitt frei, und zeigt, dass es sich um ein reines Erdwerk handelt. Am südlichen Ende ist eine Lücke, die heute forstwirtschaftlich genutzt wird; möglicherweise wurde hier der alte Zugang zur Vorburg, vielleicht erweitert, genutzt.

### Vorburg
Das Plateau der Vorburg liegt etwa zehn Meter unter der Krone des Vorwalls. Es ist (ohne Vorwall) etwa 60 Meter lang und 50 Meter breit. Strukturen sind nicht zu erkennen, die Fläche wird forstwirtschaftlich genutzt. Am südsüdwestlichen Ende der Vorburg trennt ein weiterer, etwa acht Meter tiefer Abschnittsgraben Vor- und Hauptburg.

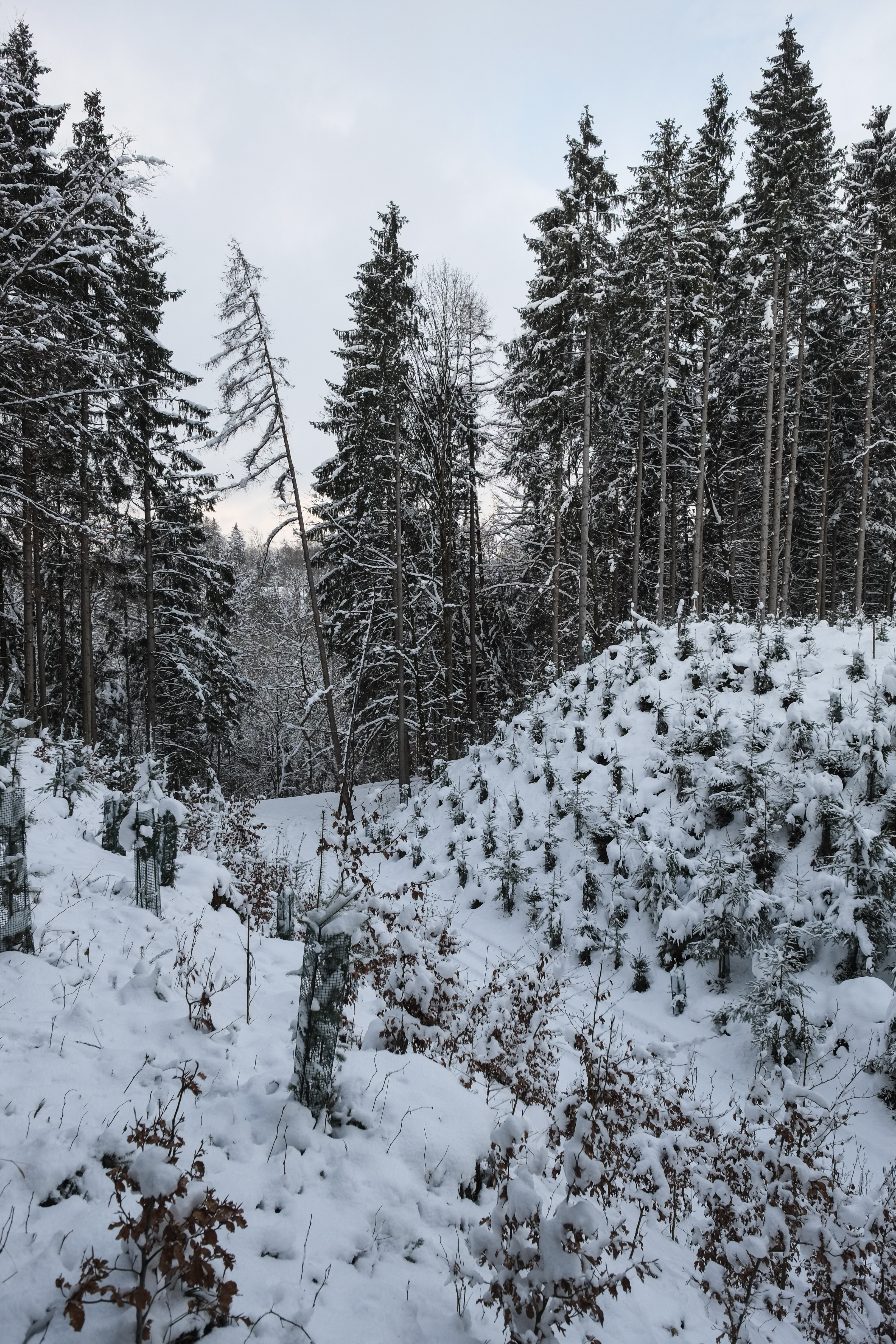
Abschnittsgraben und Vorburg (rechts)

### Burgstall
Vom Abschnittsgraben führt ein Zugang auf die Hochfläche der annähernd dreieckigen und etwa 90 Meter langen Hauptburg am Ende des Sporns. Auch die Hauptburg ist ohne erkennbare Strukturen an der Oberfläche und wird forstwirtschaftlich genutzt. Gräben an den Flanken sind nicht zu erkennen. Möglicherweise wurden vorhandene Gräben verflacht und bilden heute den die Hauptburg umlaufenden Waldweg.

## Geschichte
Funde und urkundliche Erwähnungen sind nicht bekannt. Da der Burgstall den Anlagen Kaplinz, Leonegg und Falkenhalden – im Erhaltungszustand wie im Aufbau – sehr ähnlich ist, liegt eine ähnliche zeitliche Einordnung nahe. Da der Burgstall nicht näher untersucht wurde, können diese Angaben derzeit nicht belegt werden.